# Marie Deschamps (autrice)
Ne doit pas être confondu avec Marie Deschamps (juge).
Pour les articles homonymes, voir Deschamps.
Marie Deschamps est une animatrice française, illustratrice et dessinatrice de bande dessinée née le 10 novembre 1968 à Neuilly-sur-Seine.

## Biographie
Née  à Neuilly-sur-Seine en 1968, Marie Deschamps suit une formation en arts plastiques option infographie à l'université Paris I avant d'intégrer l'école des Gobelins en animation 2D-3D. Pendant longtemps, elle exerce sa profession dans l'animation de jeux vidéo et pour des séries télévisées et elle participe à deux longs métrages. Avec son conjoint Éric Wantiez, elle quitte Paris pour s'installer à Angoulême. Elle collabore avec des studios du pôle image d'Angoulême, comme Ouat Entertainment et Blue Spirit,, et elle intègre l'atelier du Marquis.
Elle dessine Pierre et Lou, scénarisé par Wantiez et publié en 2009 : il s'agit aussi du premier ouvrage en commun entre les deux conjoints,. Le couple signe plusieurs autres livres au fil des ans, y compris chez les éditions angoumoisines Scutella, où paraît en 2010 Nino, « jeune funambule » qui noue une idylle avec une jeune fille. 
Le couple lance la série inaugurale de la maison d'édition associative Comme une orange (fondée en 2010) : les récits jeunesse Anatole ou la joie de vivre. Cette structure, au sein de Magelis, se lance via une souscription pour Anatole. En parallèle, pour les éditions Scutella, le couple livre Pierre et Lou, un conte sur deux enfants timides.
En 2012, avec Wantiez, elle signe Un secret, l'histoire d'« un secret offert par un grand-père à son petit-fils ». En 2015, Wantiez et Deschamps livrent Le Printemps d’Oan, un road movie sur une petite fille qui, dans la Somme en pleine Première Guerre mondiale, rencontre le poilu Oan,. En 2016, la Cité internationale de la bande dessinée et de l'image présente les travaux de Wantiez et Deschamps. En 2017, les œuvres des artistes sont adaptées dans un volumen au format numérique par Studio Laboréal.
En 2018, c'est en autrice complète qu'elle livre Drôles d'oiseaux, dialogue muet entre un garçon et un oiseau qui constitue « une métaphore de la liberté ». Les dessins sont également disponibles en réalité augmentée via une application.
En 2020, Wautiez et Deschamps proposent l'interprétation graphique de La Chèvre de monsieur Seguin, d'abord sur les réseaux sociaux sous forme d'illustrations animées, puis comme projet d'album. La même année, l'artiste participe par ses dessins en direct au « conte musical et esthétique intitulé Post Moderne Utopie (PMU) » du groupe Kortes.

## Œuvres

### Bande dessinée
Sauf mention contraire, Marie Deschamps est dessinatrice des ouvrages.
- Pierre et Lou, scénario d'Éric Wantiez, Scutella Éditions, 2009  (ISBN 9782918111054)
- Nino, scénario d'Éric Wantiez, Scutella Éditions, 2010  (ISBN 978-2-918111-07-8)
- Un secret, scénario d'Éric Wantiez, Comme une Orange, 2012  (ISBN 978-2-919703-05-0)
- Le printemps d'Oan, scénario d'Éric Wantiez, Comme une Orange, 2015  (ISBN 978-2-919703-19-7)
- Drôles d'oiseaux (scénario et dessin), Comme une orange, 2018  (ISBN 978-2-919703-26-5)

### Autres
- Anatole[15], scénario d'Éric Wantiez, Comme une Orange, 4 tomes, 2010-2011
- L'Animal Montagne, scénario d'Éric Wantiez, Scutella Éditions, 2011  (ISBN 978-2-918111-19-1) ; réedition 2019  (ISBN 9782919703302)